# Косовиці
Косовиці (пол. Kosowice) — село в Польщі, у гміні Бодзехув Островецького повіту Свентокшиського воєводства.
Населення — 284 особи (2011).
У 1975-1998 роках село належало до Келецького воєводства.

## Демографія
Демографічна структура на день 31 березня 2011 року:
|          | Загалом | Допрацездатний вік | Працездатний вік | Постпрацездатний вік |
| -------- | ------- | ------------------ | ---------------- | -------------------- |
| Чоловіки | 132     | 23                 | 88               | 21                   |
| Жінки    | 152     | 26                 | 84               | 42                   |
| Разом    | 284     | 49                 | 172              | 63                   |